# Banner (militärischer Verband)
Das Banner war eine taktische Organisationseinheit der Ritterheere im Mittelalter. Ein Banner umfasste vier bis sechs Lanzen und vereinigte bis zu 100 adlige und nichtadlige Krieger. Diese hatten möglichst zu Pferd zu kämpfen. An der Spitze des Banners stand der Bannerherr oder Bannerritter. Er befehligte in der Regel nur seine eigenen Vasallen und deren Gefolgsleute. Besonders wohlhabende Bannerherren konnten Banner mit zweifacher Mannschaftsstärke („Doppelbanner“) aufstellen.
Idealerweise bildeten fünf bis zehn Banner einen Heer- oder Schlachthaufen, der wiederum von einem großen Lehnsherrn kommandiert wurde.